# Le Chalard
Le Chalard (tiếng Occitan: Lu Chaslar) là một xã của tỉnh Haute-Vienne, thuộc vùng Nouvelle-Aquitaine, miền trung nước Pháp.